# Föllakzoid
Föllakzoid — сольный проект чилийского музыканта Доминга Гарсия Уидобро. Созданная в 2007 году как полноценная психоделическая рок-группа, она известна тем, что сочетает в себе влияния краут-рока, андской музыки и электронных музыкальных жанров, таких как техно.

## История
Föllakzoid была сформирована в 2007 году в Сантьяго. Основав лейбл Blow Your Mind группа выпустила свой одноименный дебютный альбом в 2009 году. Впоследствии подписав контракт с Sacred Bones Records, группа записала двухпесенный EP в 2011 году. Их следующий альбом II был выпущен в 2011 году. В поддержку выпуска альбома группа много гастролировала и участвовала на фестивалях All Tomorrow's Parties и Lollapalooza.
Для своего третьего полноформатного альбома III (2015) группа сотрудничала с немецким электронным музыкантом Уве Шмидтом. В 2017 году группа сотрудничала с J. Spaceman над концертным релизом London Sessions. Сотрудничество со Шмидтом возобновилось в их последующих альбомах I (2019) и V (2023); к моменту выпуска IV Föllakzoid стал сольным проектом Гарсии Уидобро, который переехал в Мехико. Для I и V группа записала отдельные stem-файлы, которые затем были аранжированы Шмидтом в полноценные композиции.

## Характеристики
Стиль
Звучание Föllakzoid можно описать как спейс-рок и психоделический рок. В то время как дебютный альбом группы в основном опирался на звучание дезерт-рока, впоследствии группа включила в свое звучание влияния краут-рока, музыки Анд и электронных жанров. Влияние техно на музыку группы постепенно усиливалось к моменту выхода их третьего альбома III. Четвертый студийный альбом группы I был описан как «психоделическая смесь краутрока и минималистской электронной музыки», в то время как их альбом V был отмечен как «балансирующий между порочным минимал-техно и пьянящим спейс-роком».

## Дискография
Студийные альбомы
- Föllakzoid (2009)
- II (2013)
- III (2015)
- I (2019)
- V (2023)

Мини-альбомы
- Föllakzoid (2011)
- II RMX (2013)
- London Sessions (2017; совместно с J. Spaceman)